# Cerámica ática

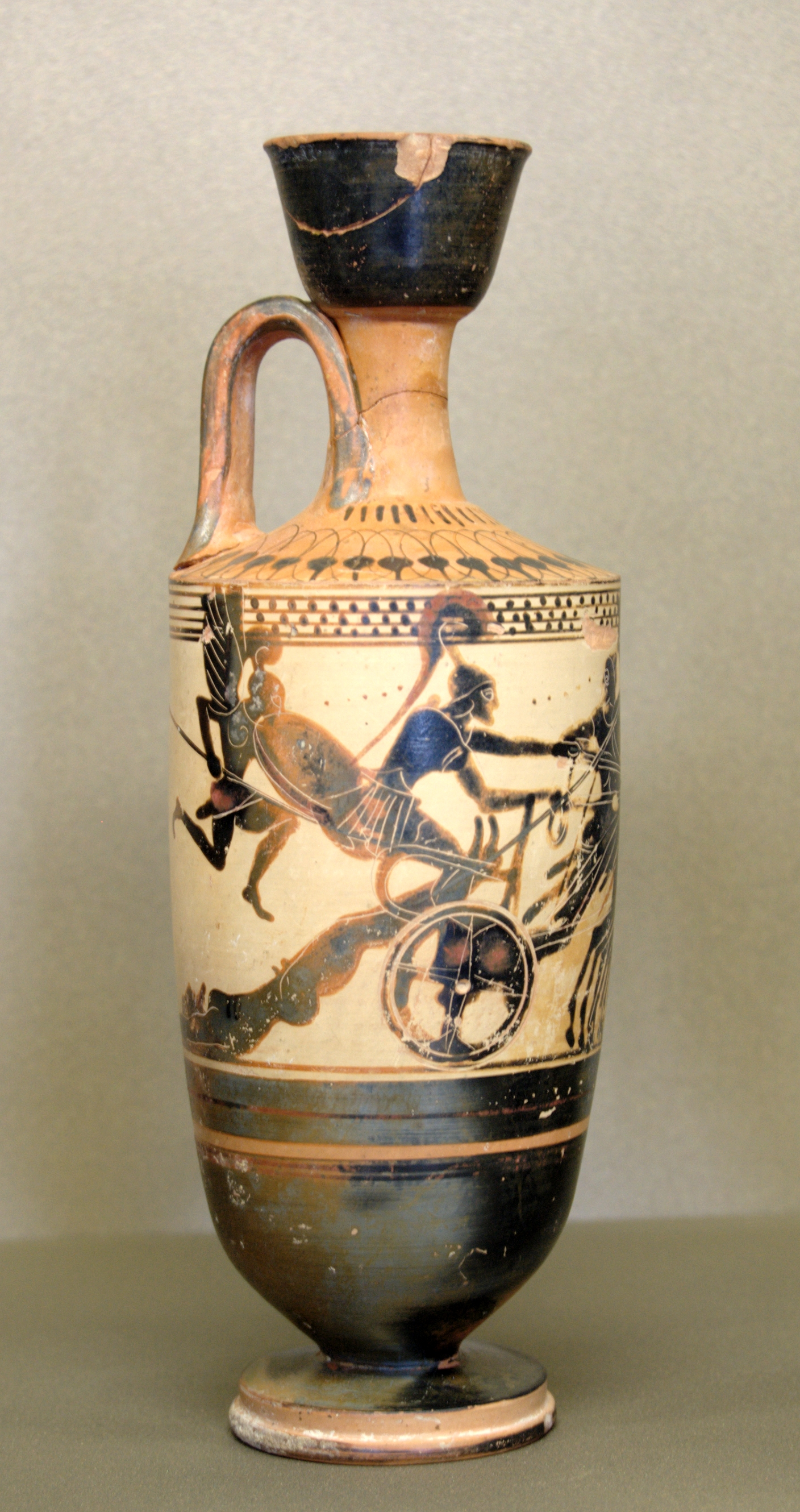
Aquiles arrastrando el cuerpo de Héctor. Lecito ático de fondo blanco, h. 490 a. C. Procedencia: Etruria.

La cerámica ática designa la producción de cerámica en la región de Ática, con centro en la antigua Atenas. Con cerca de 20 000 piezas de figuras negras y rojas, constituye la colección cerámica más grande de la antigua Grecia. Los alfareros áticos se beneficiaron de la excelente arcilla del Ática para producir piezas de gran calidad. Las figuras negras tienen un recubrimiento negro, uniforme y brillante como la brea, mientras que las rojas tienen un intenso color de terracota, obtenido gracias al contenido de hierro de la arcilla, meticulosamente suavizada. La piel de las mujeres siempre se pintaba con color blanco opaco, el cual fue usado frecuentemente para detalles individuales en representaciones de caballos, vestidos y ornamentos.
La cerámica en las antiguas civilizaciones tenía un valor capital al ser un elemento imprescindible para diferentes negocios. Los talleres áticos de cerámica eran industrias que generaban riqueza y prosperidad. A pesar del carácter industrial de las diferentes tipologías cerámicas, el recubrimiento pictórico podía ser de carácter exclusivo. Es por ello que en la vía Sagrada de Atenas que conducía a la Acrópolis, donde se ensalzaba los mejores pintores y escultores, también se colocó un acroterio de Eufronio junto a una estatua de Mirón. La diversidad de pinturas en la cerámica ha servido a los historiadores para establecer los procesos paralelos que los artistas hacen en la pintura y en la escultura, ramas del arte en que han sobrevivido menos obras. En este sentido, hay que recordar que fue la pintura del arte más prestigiado en la Grecia clásica, pero el arte del que menos vestigios quedan. Es por ello que la cerámica suele mostrar con cierto retraso las innovaciones o avances de la pintura.
Los más destacados artistas áticos elevaron la pintura de vasos a la categoría de arte gráfica, pero un gran número eran de calidad media y producidos para el mercado de consumo masivo. La extraordinaria significancia de la cerámica ática se debe a su repertorio casi interminable de escenas que cubren una amplia gama de temas. Estas proporcionan ricos testimonios sobre todo en lo que respecta a la mitología, pero también en lo referente a la vida cotidiana. Por una parte, prácticamente no hay imágenes que se refieren a los acontecimientos contemporáneos. Tales referencias son evidentes solo ocasionalmente en forma de anotaciones, por ejemplo cuando las inscripciones kalos se incluían en un vaso. Las piezas fueron producidas para el mercado interno, por una parte, y eran importantes para las celebraciones o para los actos rituales. Por otro lado, también fueron un importante producto de exportación vendido en toda el área mediterránea. Por esta razón la mayor parte de los vasos provienen de las necrópolis etruscas. La cerámica ática tuvo muy buena acogida en Italia, se considera que el sur peninsular recibió una inmigración de alfareros atenienses en la segunda mitad del siglo V a. C. Esta influencia queda patente en poblaciones como Lucania, Apulia y el estilo llamado cerámica campana. Así empezó el fuerte descendimiento de la economía ateniense, ya no exportaba cerámica, orfebrería o incluso material de construcción como ladrillos y tejas en antiguas regiones tributarias. La producción local satisfacía las propias necesidades y aumentaba la independencia respecto a Atenas.
Una industria tan importante dispone de yacimientos destacables. En el caso de Atenas destacan el Cerámico y el Dípilon, dos necrópolis cercanas. El Cerámico se sitúa en el barrio de los alfareros en el noreste de la Acrópolis de Atenas, y el Dípilon es un cementerio fuera de la muralla de la ciudad.

## Técnica
Cuando se había dado forma a la arcilla se dejaba secar el vaso hasta que no estuviera muy blanda para que no se desmontara y tampoco tan dura que no permitiera trabajarla. A partir de ese momento se prodcedía a la decoración.
La técnica de las figuras negras consistía en pintar siluetas sobre el fondo de la arcilla. A través de incisiones se realizaban los detalles. A los vasos de mayor calidad solía añadírseles los colores negro y blanco.
La técnica de las figuras rojas invertía el proceso: las figuras se dejaban sin pintar hasta que en el fondo se había aplicado el color negro. Las composiciones en esta técnica eran un poco más difíciles, dado que había que saber clara y previamente cómo debía ser el producto final antes de empezar con la decoración. Se utilizaban mucho los diseños preliminares en los vasos; además se introdujo para ayudar en las composiciones, la llamada “línea de contorno”, que se utilizaba para delimitar el contorno exterior de las figuras reservadas en rojo. Servía de ayuda a los pintores para tener una idea del aspecto contra el fondo negro barnizado. En realidad no se aplicaba un barniz, sino que mediante un proceso extra de levigado se purificaba la arcilla para la fabricación de los vasos.

## Cocción
El proceso de cocción, era único y estaba dividido en tres fases:
- Oxidación: calentamiento del horno hasta unos 750 grados centígrados, lo que propiciaba la entrada de aire en la cámara. El barniz negro y la arcilla reservada absorbían el oxígeno y se tornaban rojos.[8]
- Cocción reductora o reducción: Aumento de la temperatura del horno hasta cerca de 900 grados, lo que producía humo en la cámara del horno e impedía la entrada de oxígeno. Fase crítica de la cocción, pues hecha correctamente sufría el engobe alteraciones químicas pasando por un proceso llamado sinterización, es decir, se vitrificaba perdiendo la porosidad. La superficie de la pieza cerámica se volvía gris/negra durante el proceso reductor.[9]
- Oxidación: La temperatura se bajaba a niveles iniciales y entraba de nuevo oxígeno en la cámara del horno. Si la reducción se había hecho correctamente, las zonas reservadas y las de barniz negro reaccionaban de forma diferente ante la entrada de oxígeno; las zonas reservadas lo absorbían y se tornaban rojas, y las zonas de barniz negro, que habían perdido la porosidad y por lo tanto la capacidad de absorber oxígeno, permanecían negras.[10]

Este proceso de cocción en tres fases era harto complicado, porque era difícil alcanzar —y mantener— temperaturas muy altas en los hornos de la época. En consecuencia, los errores de cocción eran abundantes, y las evidencias arqueológicas proporcionan ejemplos de cerámicas mal cocidas debido a un problema en la fase reductora.

## Cerámica ática de figuras negras

### Primer periodo (633-570a.C.)
En la década del 630 a. C. aparecieron los primeros pintores áticos que utilizaron las figuras negras para el conjunto de los vasos cerámicos. Época de la que ya se conocen los nombres de los artistas más destacados, como Nicóstenes o Exequias, ambos grandes virtuosos del trazo. La temática está dominada por la mitología épica, pero aumenta la representación de atletas, banquetes, escenas galantes, bodas, enterramientos y escenas de la vida cotidiana.
Atenas importó de Corinto la técnica de la figuras negras y los frisos de animales, dominantes en aquella polis.
También de influencia corintia fueron las nuevas formas de los vasos (copa, crátera) y los frisos narrativos. A finales de este periodo (635-570 a. C.), la representación del friso de animales tocó a su fin.

### Pintor de Neso
Este pintor recibe su nombre de una de sus obras, la que representa a las Gorgonas en medio de un combate entre Heracles y Neso. Ilustró bastante bien el pasaje mitológico con la técnica de figuras negras (como su predecesor el Pintor de Berlín). A partir de descubrimientos hechos en Atenas y en Egina, se creyó poder identificarlo con un artista más antiguo de estilo animalístico, que fue llamado Pintor de la quimera, debido al tema que pintó un par de veces. Otras excavaciones realizadas en el Ática, concretamente en Vari, han evidenciado que no se trata del mismo artista, cuya importancia puede actualmente ser apreciada en su justo valor. John Beazley lo llamó Pintor de la quimera y de Netos, forma ática del nombre Neso, al que John Boardman le asignó el nombre de Pintor de Neso.
Sus primeros vasos recuerdan al Pintor de Berlín A 34, con una ornamentación «protocorintia».
Utilizó un diseño para el dibujo de los contornos (rostro de mujeres, dientes de león, etc.) y también desarrolló las líneas incisas (dobles o triples). Empleó poco el color blanco, a veces para la piel de los personajes, en cambio usó mucho el rojo para las superficies anchas.
Sabía cómo casar las mejores características de la tradición ateniense con nuevas técnicas y temas pictóricos de Corinto. El ánfora de cuello, Ánfora de Neso (c. 600 a. C.), vaso epónimo, sobre su espalda se aprecia un nuevo tratamiento en el contorno de figuras negras de la cadena floral que los artistas protocorintios dibujaban normalmente en el contorno. Su vaso epónimo no es el mejor ejemplo de su producción. Dicha ánfora se expone en el Museo Arqueológico Nacional de Atenas.
En sus obras más tardías, las rosetas incisas en el más puro estilo de la cerámica corintia de figuras negras aparecen, convirtiéndose en la regla, lo que puede hacer pensar que su periodo de actividad se extendió en el último cuarto del siglo VII a. C., lo que testimonia la transción entre el estilo protocorintio y el estilo corintio en su madurez.
| |
| Heracles combatiendo con Neso, ánfora ática de figuras negras denominada Ánfora de Neso, c. 620-610 a. C., Museo Arqueológico Nacional de Atenas (Inv. 1002) |

|                      |
| Detalle del combate. |

### Pintor de la Gorgona

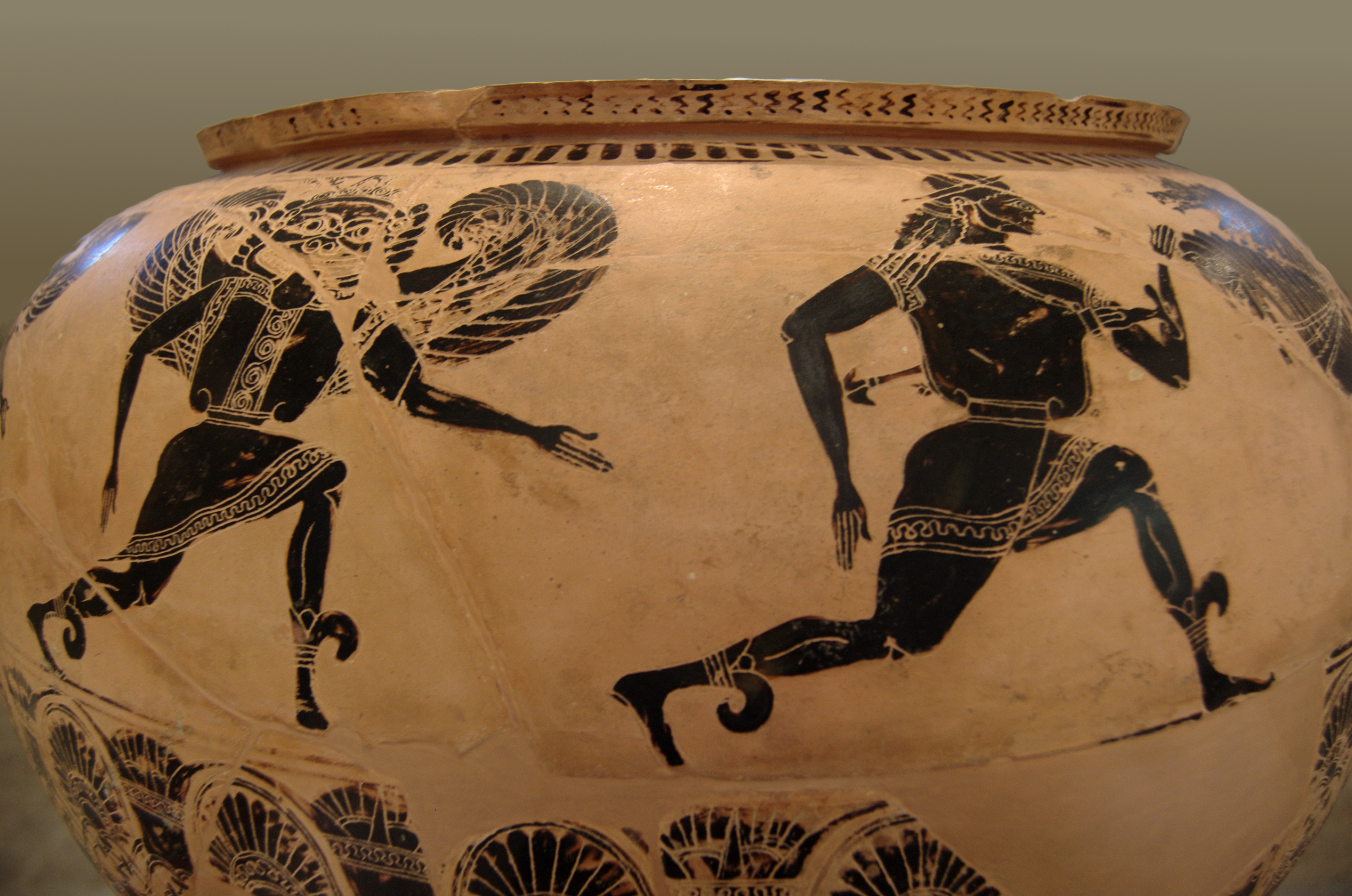
Dinos del Pintor de la Gorgona.

Los primeros años del siglo VI a. C. supusieron una revolución para el barrio de alfareros de Atenas, que conoció una gran difusión de sus cerámicas.
El Pintor de la Gorgona (600- circa 580 a. C.) fue el sucesor más prolífico del Pintor de Neso. Pintó poco sobre temas mitológicos y humanos, prefería los animales. Sus ejecuciones gozan de un estilo minucioso (son característicos los leones: hocico cuadrado, mechones rayados, etc.). Las figuras humanas que pintó eran bastante rígidas; es por ello que uno de sus vasos, el epónimo, es en el que se puede apreciar la primera escena completamente figurativa: se trata de un combate de las Gorgonas persiguiendo a Perseo. El pintor de la Gorgona estaba todavía sometido a la influencia de los rasgos pictóricos de Corinto.

### Sófilos
Sófilos fue el último de esta generación y también el primero en firmar sus obras (tres vasos pintados, uno como alfarero). Se interesó más por las escenas mitológicas que sus precedesores, sin embargo sus vasos se asemejan a los del Pintor de la Gorgona. Su estilo ambicioso es todo menos preciso.

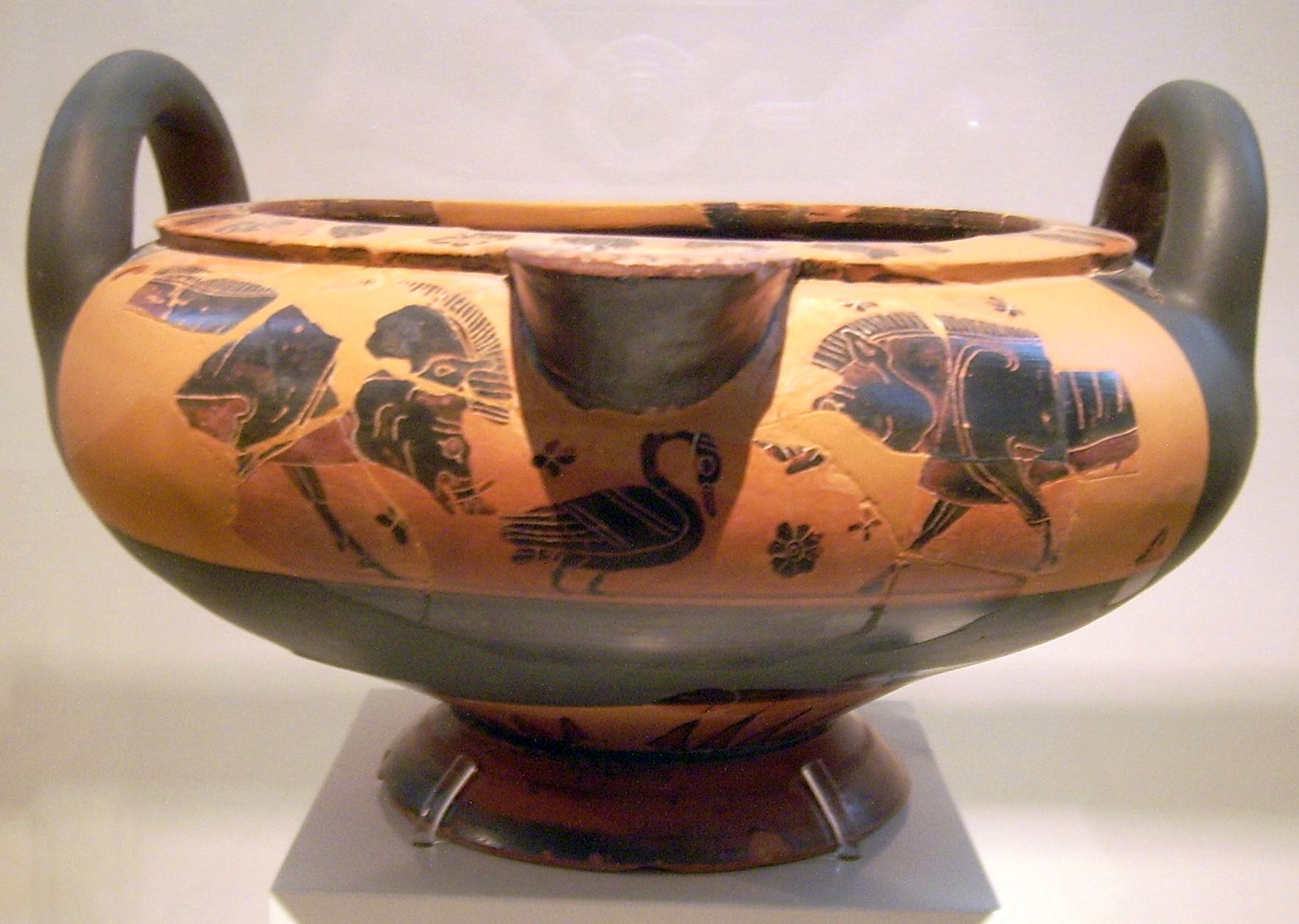
Luterión de Sófilos.
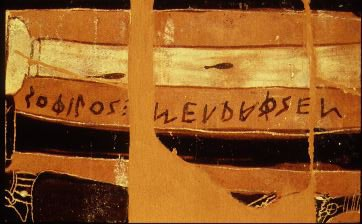
Su firma.

### De 575 a 550a.C.
Durante este periodo la representación de escenas mitológicas y humanas deviene la preocupación de los mejores pintores (los frisos de animales fueron relegados a un segundo plano).
Los pintores de copas que reemplazaban las figuras de animales por figuras antropomórficas marcaron la etapa entre el Pintor de la Gorgona y Sófilos, y la obra capital de este periodo es el Vaso François (575-550 a. C.)
|                            |
| El Vaso François, Clitias. |

|                                                                 |
| Detalle de la técnica pictórica de Clitias en el Vaso François. |

### Copas de Siana
Se beneficiaron de una gran difusión en el mundo panhelénico. Los principales pintores fueron: el Pintor C (por su marcado acento corintio) y el Pintor de Heidelberg, cuyo grado de maestría era superior al del Pintor C.

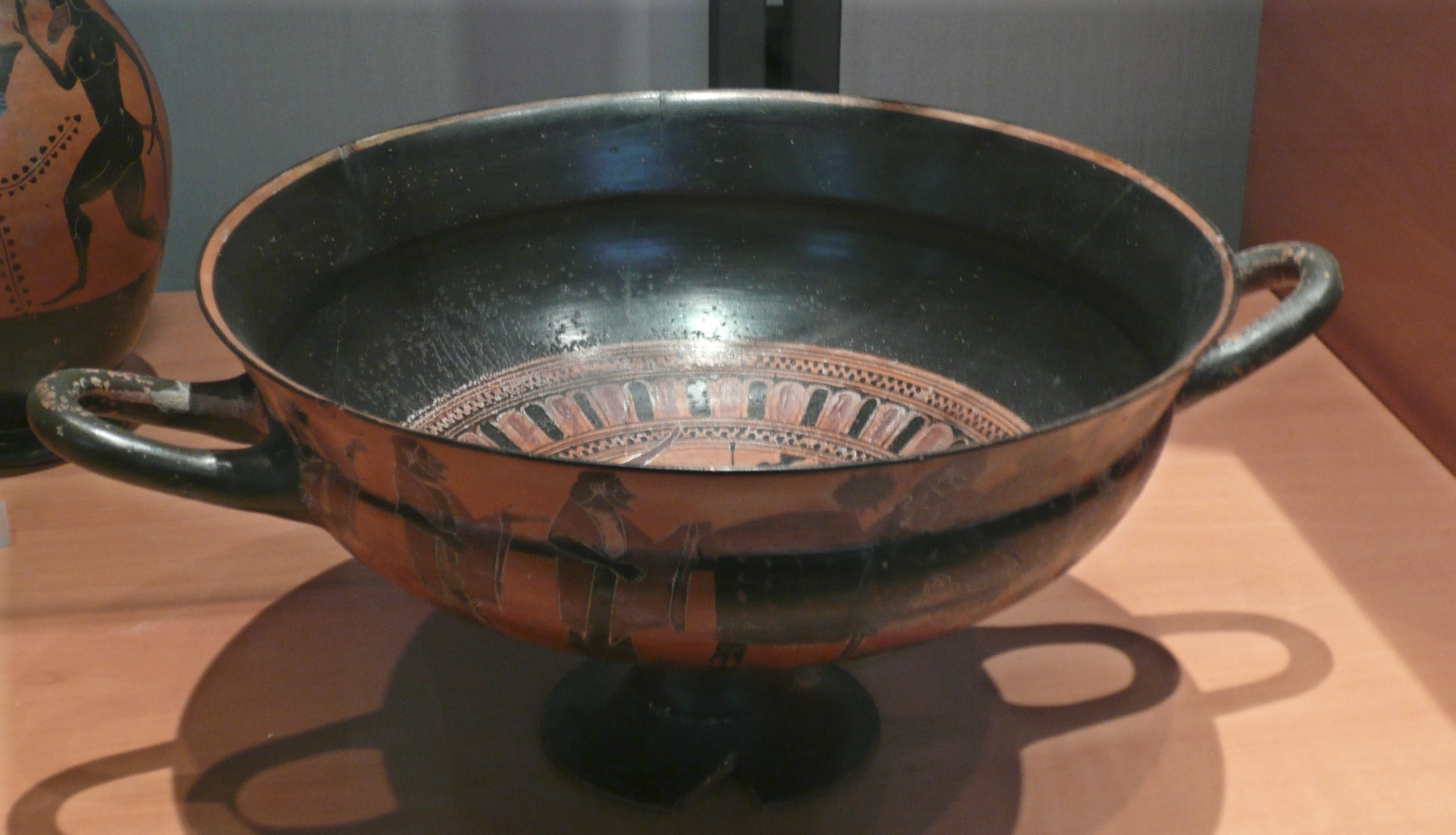
Copa con asas de Siana.

### Clitias
Se puede encontrar alguna semejanza entre la obra de Clitias y la de las mejores piezas del Pintor C, pero su estilo es bastante más minucioso. Poseía una gran dominio de los colores y de los detalles. Los efectos, en conjunto, estaban muy bien ejecutados y transmitían emociones. La utilización del color blanco y del dibujo del contorno le convertía en el heredero del Pintor de la Gorgona y de Sófilos.
Trabajó principalmente con el alfarero Ergótimos. Es también con él con quien comparte firma en el Vaso François, en una forma cerámica nueva: la crátera con volutas. Esta pieza es la obra capital de esta época; los frisos animalísticos habían prácticamente desaparecido y fueron reemplazados por escenas mitológicas de una gran variedad.

### Ánforas tirrenas (565-550a.C.)
Las ánforas tirrenas son una forma específica de las ánforas de cuello de la cerámica ática de figuras negras. Solo se produjeron durante un corto período, alrededor del 565 al 550 a. C. Tienen forma ovoide y llevan decoraciones llamativas. El asa suele estar decorada con una cruz de palmeta de loto o con zarcillos vegetales. Siempre termina en una cresta pintada de rojo. El cuerpo del vaso está pintado con varios frisos. El más alto de ellos, en el hombro, suele ser especialmente notable. A menudo contiene escenas mitológicas, pero los primeros motivos eróticos en la pintura de vasos áticos también aparecen aquí. Los motivos únicos incluyen el sacrificio de Políxena. A menudo, las figuras se explican con inscripciones añadidas. Los otros frisos, normalmente de dos a tres, suelen estar decorados con animales. A veces, un friso es reemplazado por una banda vegetal.

## De mediados a finales delsigloVIa.C.
Tres artistas, cuya carrera se extendió de 565 a 525 a. C., hasta los inicios de las figuras rojas, representan el apogeo de las figuras negras atenienses, a nivel técnico y estético.
Estos ceramógrafos fueron Lido, Amasis y Exequias.

### Lido
Subsisten dos vasos firmados ho Lydos («el lidio»), que a pese a sus orígenes es altamente probable que Lido naciera en Atenas. Su obra forma parte de un vasto grupo de vasos, homogéneo a nivel estilístico, del que es difícil extraer su obra personal; se supone que estos vasos fueron la producción de un taller cuyas convenciones estilísticas fueron definidas por el lidio. La producción de su estilo es muy desigual, pero su duración fue bastante larga.

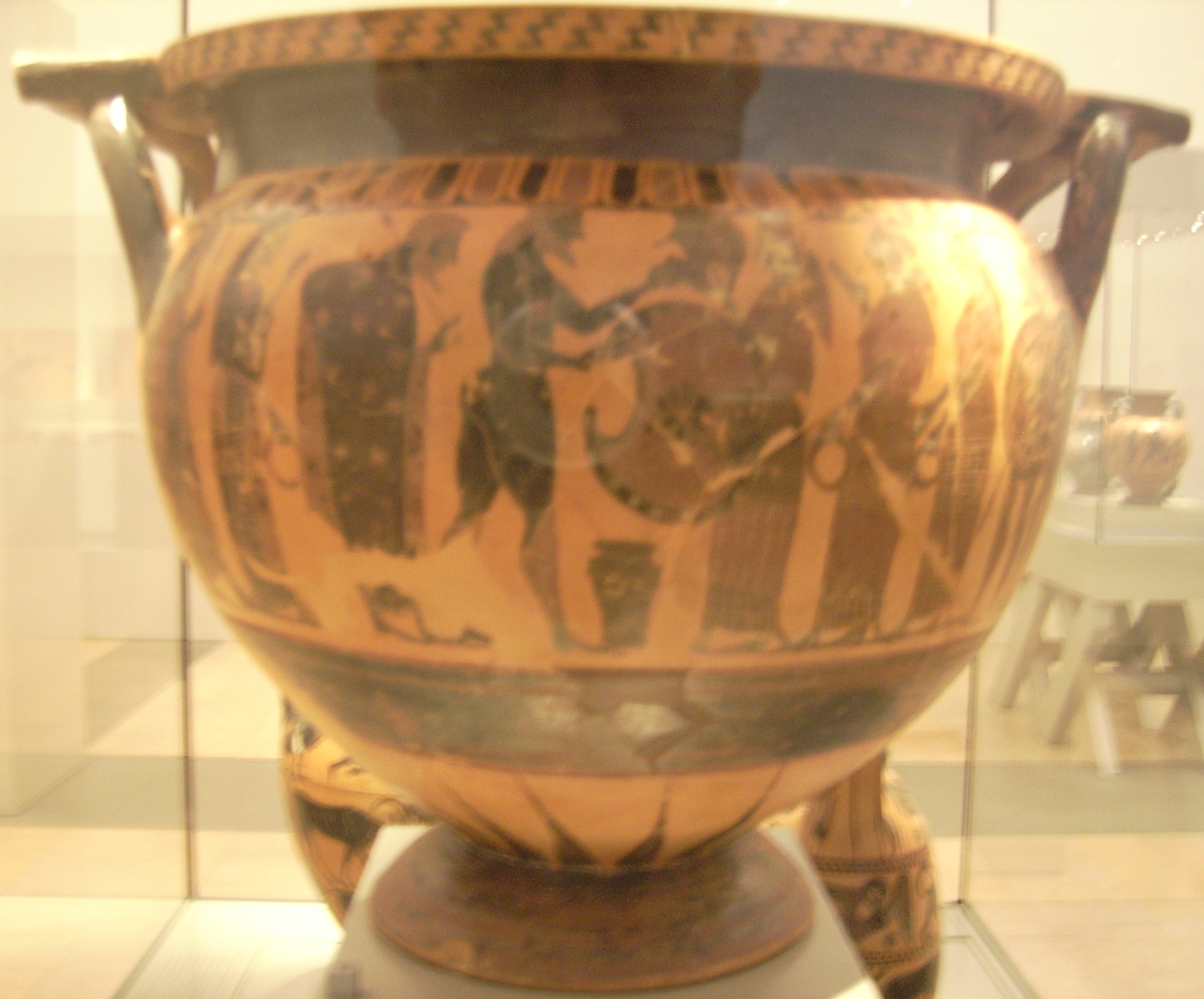
Vaso de Lido.

### Pintor de Amasis
El pintor de Amasis fue delicado tanto en el trazo como en el espíritu, lo que contrasta con Lido («el obrero»), y también con la dignidad de Exequias. Su estilo fue en parte el de las figuras negras áticas, aunque se pueden apreciar afinidades con las pinturas de las copas de Siana. Según Hiedelberg, sobre todo.
Realizó cerámicas como alfarero y firmó ocho vasos. Como pintor de figuras negras Amasis fue original tanto en sus obras de alfarería como en su paleta de colores; tal vez debido a sus orígenes orientales: Amasis es un nombre egipcio.

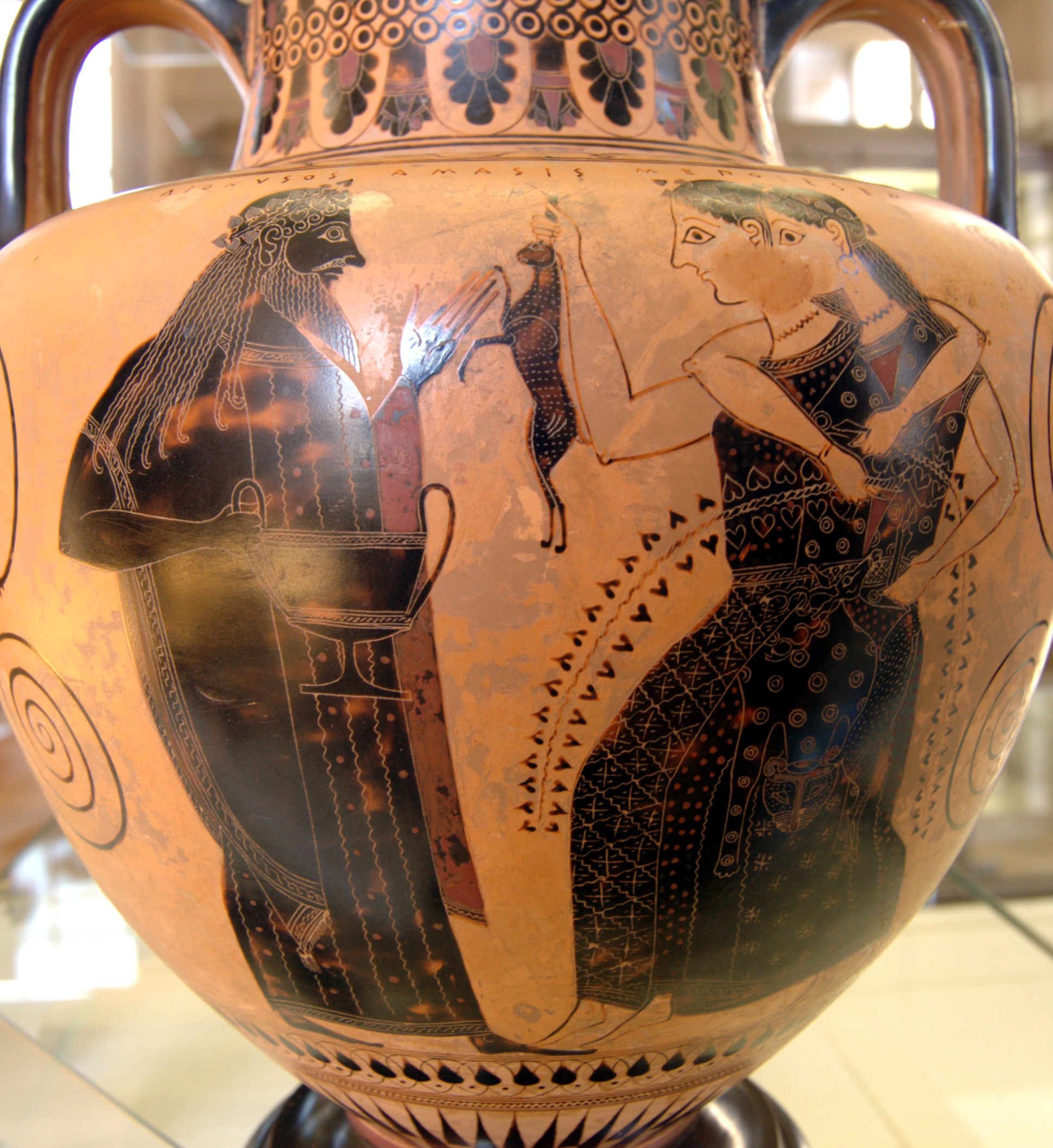
Dioniso y las ménades, de Amasis, bnf 222.
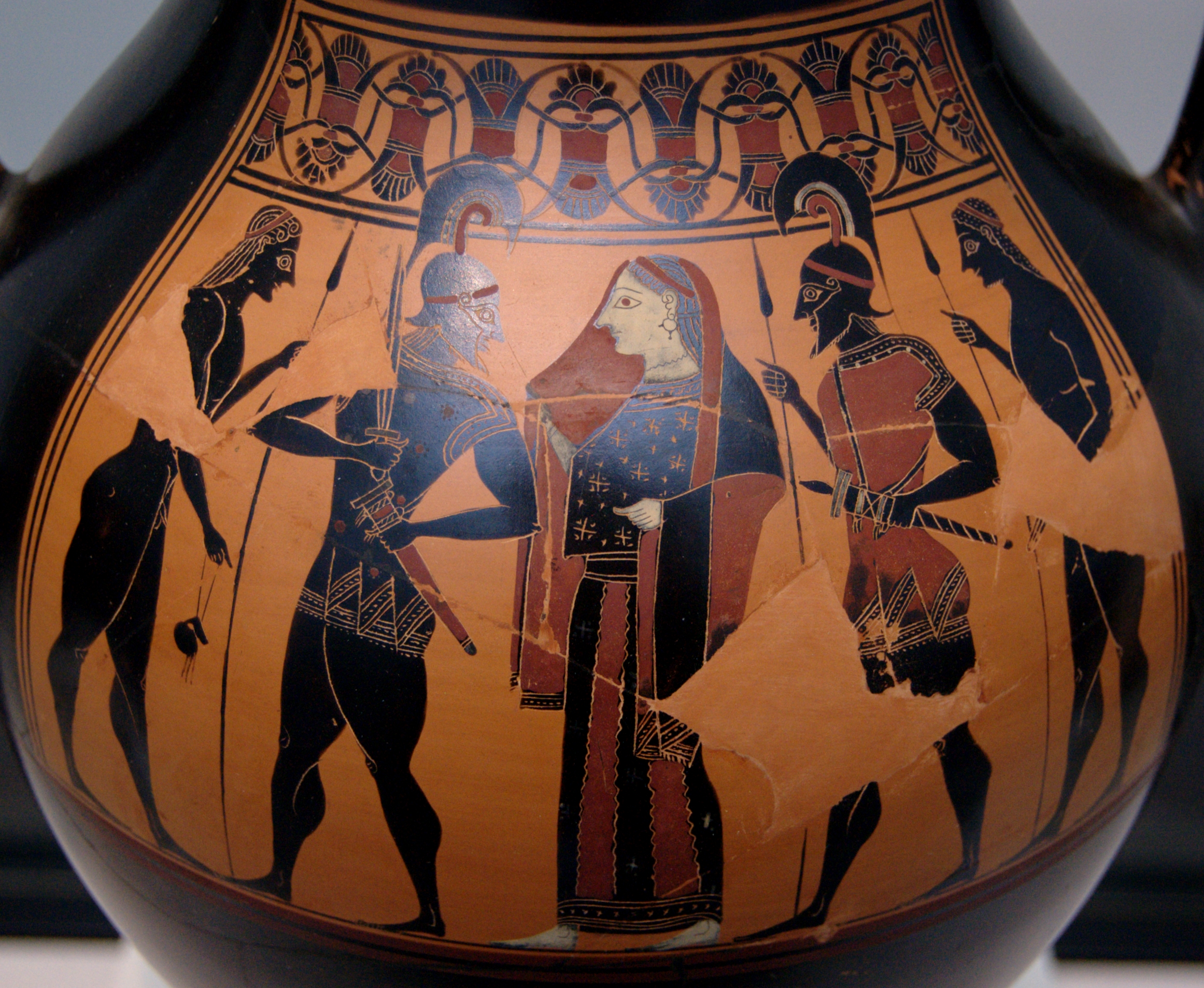
Reencuentro de Menelao y Helena. Cara B de un ánfora ática, h. 550 a. C. Procedencia: Vulci.

### Exequias

#### Grupo E
El grupo E (...) fue un grupo importante y coherente, muy estrechamente ligado a la obra del pintor de Exequias, aunque anterior (...) la mayor parte de los vasos que se le atribuyen (...). Las obras del Grupo E fueron en su origen resultado del trabajo de este pintor (...).
 Beazley.

Los pintores del Grupo E seguidores de Exequias más que de Lidos o del pintor de Amasis, en la segunda mitad del siglo VI a. C., marcaron una ruptura con la tradición de los años 550 a. C., en las formas empleadas, (dominio del ánfora de panza, surgimiento del tipo A y el desinterés por los pequeños formatos). También se caracterizaron por su estilo, aunque no tuviera la monumentalidad del de Exequias.
La importancia de Exequias en la historia de la cerámica griega se debió a su talento como pintor y ceramista.

Puede presumirse que constituye el auge del ánfora de tipo A. Fue también probablemente el inventor de la crátera de cáliz; la primera de la que se tiene constancia es obra suya.

Su actividad como pintor fue limitada, y corresponde al tercer cuarto del siglo VI a. C. No hizo ninguna concesión al nacimiento de las figuras rojas, pero los primeras pintores de esta técnica se basaron en su trabajo.

Exequias aportó mucho al esmero de la ejecución de sus figuras rojas, que prueban su gran habilidad. Pero el carácter reseñable de su obra es la majestuosidad cuasi-monumental que supo dar a las figuras, debido a la elocuencia y la originalidad de sus composiciones.

Por ejemplo, fue el primero en representar a Dioniso ocupando todo el espacio del tondo de un kílix. Sus héroes y sus caballos tienen una innegable dignidad. Fue, en fin, el primero en introducir la presencia divina en todos los dominios del pensamiento y de la actividad humana en el arte cerámico.

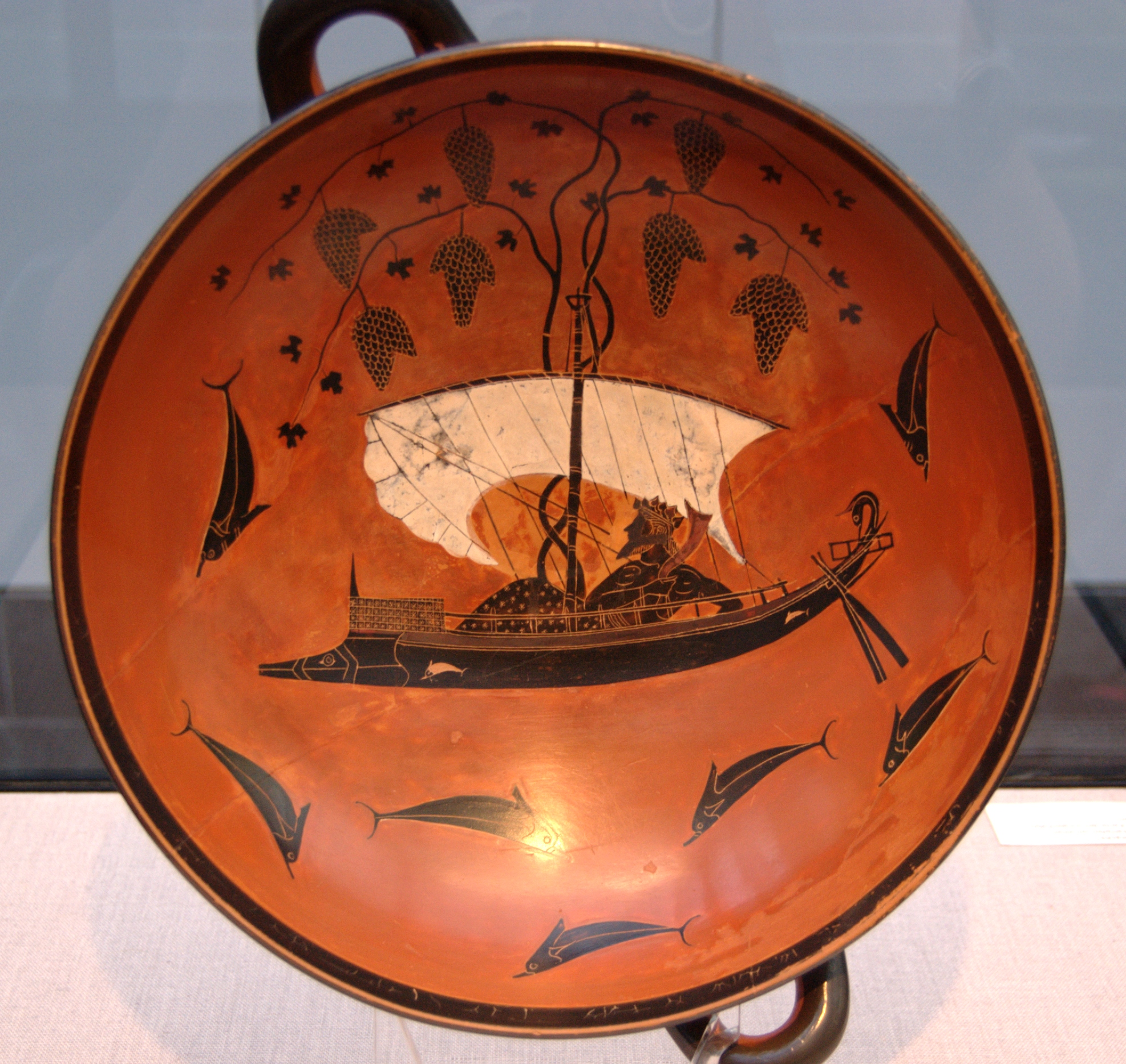
Dioniso en una embarcación navegando entre delfines. Kílix ático de figuras negras, h. 530 a. C. Proveniencia: Vulci.

### Los Pequeños maestros
Los pintores de Siana estaban en la cima de su arte, cuando sus figuras cubrían el mayor espacio posible, al contrario que sus sucesores. Dieron prueba de espíritu minimalista: sus decoraciones se sitúan en estrechos frisos sobre vasos de nuevas formas muy elegantes.

## Período de cohabitación con las figuras rojas
En 530 a. C. fue inventada la técnica de figuras rojas, seguramente por el Pintor de Andócides, quien pintaba figuras rojas y en ocasiones hacía cohabitar ambas técnicas en el mismo vaso, como otros pintores «bilingües» de este periodo (530-490 a. C.), con influencias de diferentes técnicas. Sin embargo, a pesar de la invención de las figuras rojas, estos pintores pintaron sus cerámicas con figuras negras.

### Vasos bilingües
|                                                                           |
| Pintor de Andócides, cara pintada en figuras negras de Atenea y Heracles. |

|                                                                          |
| Pintor de Andócides, cara pintada en figuras rojas de Atenea y Heracles. |

## Cerámica ática de figuras rojas

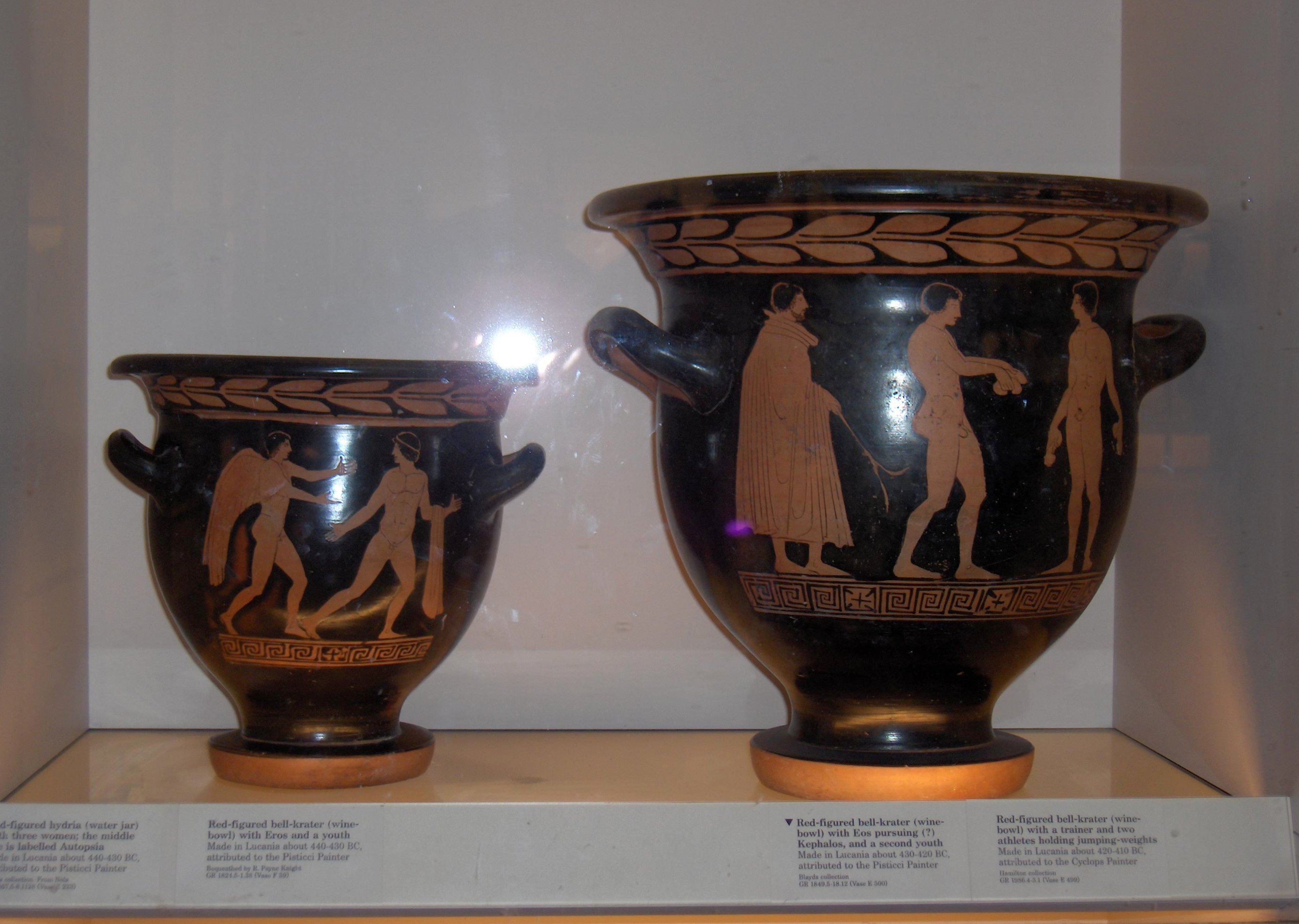
Vasos del Pintor de Pisticci.

Es una técnica de producción de vasos cerámicos utilizada en la cerámica griega, etrusca y en la romana de los primeros siglos de la República.
Esta nueva técnica surgió en Atenas en los años 530 a. C. y reemplazó gradualmente a la técnica de la cerámica ática de figuras negras.
Desde Grecia, se propagó a la Magna Grecia, cuyo precursor fue el llamado Pintor de Pisticci.
Su difusión a lo largo y ancho del Mediterráneo, se debió a la buena acogida que, estas piezas de excelente acabado y calidad,  tuvieron entre las culturas de la periferia mediterránea, desde los escitas de las costas del mar Negro, hasta la península ibérica, pasando por el importante mercado etrusco. No solo sirvieron como objetos de prestigio a las distintas élites de las aristocracias indígenas, sino que desde finales del siglo V a. C., pero sobre todo durante los primeros 50 o 60 años del siglo IV a. C., estas cerámicas fueron accesibles a una parte considerable de las poblaciones iberas urbanas del Levante, sureste y alta Andalucía.

### Principio de la técnica
Las imágenes de las escenas eran representadas en color rojo sobre fondo negro. Los detalles de los contornos de las imágenes o de parte de estas eran evidenciadas por líneas negras, lo que permitía a los pintores desarrollar los detalles de la perspectiva y de la anatomía humana.
A fin de obtener este resultado, el vaso era recubierto de barniz de arcilla depurada en el que se pintaban los motivos decorativos. Después de la cocción el resultado era un vaso de figuras rojas sobre fondo negro. Otra manera de proceder era mediante la aplicación de barniz rojo después de la cocción del vaso sobre el cual se aplicaría la pintura negra.